# Ein Fall für B.A.R.Z.
Ein Fall für B.A.R.Z. ist eine deutsche Kinder- und Jugendfernsehserie. Sie wurde von 2005 bis 2008 von der ARD unter Federführung des SWR produziert.

## Handlung
Die vierköpfige Detektivbande um Barth, Anja, Ron und Zettel – kurz: B.A.R.Z. – kümmert sich um alle Verbrechen, die in ihrem Heimatort, der Weinstadt Fellbach nahe Stuttgart passieren. Barth zeichnet sich durch Kraft, logisches Denken und Hartnäckigkeit aus, während Anja für ihre Schlagfertigkeit, Klugheit und Sturheit bekannt ist. Ron wartet mit umfangreichem Computer- und Technikwissen auf, Zettel, Barths jüngerer Bruder, ist für die genaue Beobachtung und Notierung der Indizien zuständig. Ihr Hauptquartier ist der Wächterturm in den Weinbergen, in denen sie auch meist auf eigene Faust ermitteln. Wenn Hilfe benötigt wird, steht ihnen der pensionierte Kriminalkommissar Schuster mit Rat und Tat zur Seite, aber auch die Eltern der Brüder sind eine große Unterstützung. In der dritten Staffel werden die Charaktere Barth und Ron durch die neu hinzukommenden Melanie „Bina“ und Roberto ersetzt, deren Anfangsbuchstaben im Anagramm B.A.R.Z. bereits enthalten sind.

## Hauptcharaktere

### Bartholomäus „Barth“ Birkenstock
Barth ist der Anführer der Detektivbande und verfolgt jede noch so kleine Spur, um einen Fall zu lösen. Gemeinsam mit seinem jüngeren Bruder lebt er auf dem idyllischen Weingut der Eltern in Fellbach. Der Zwölfjährige wird von seinen Eltern sehr in den Ermittlungen unterstützt, da diese wissen, dass sie sich voll auf ihn verlassen können.
Nachdem Barth einige Wochen in Südafrika bei Verwandten auf Urlaub gewesen war, will er sofort zurück dorthin und überredet seine Eltern in Folge 30 „Fairplay“ schließlich, ihn fliegen zu lassen. Somit scheidet er aus dem Detektivteam aus.

### Anja Westermann
Anja ist für die Präzision bei der Detektivarbeit sowie die Harmonie in der Gruppe zuständig. Da ihre Eltern als Ingenieure derzeit in Neuseeland unterwegs sind, lebt die Zwölfjährige mit ihrer älteren Schwester Christina im Wellnesshotel Schlössle, das ihrer Tante Fanny gehört. Ein richtiges Familienleben erlebt Anja so nicht, doch einige Gäste sind gutes Material für ihre Detektivarbeit.

### Ron Steiger
Ron ist ein Computerfreak und stets mit den neuesten Errungenschaften der Technikindustrie ausgestattet. Auch die Eltern des Zwölfjährigen sind ständig auf Geschäftsreisen unterwegs, so dass Familie Birkenstock und Anjas Tante Fanny Ersatzeltern spielen müssen. Aufgrund seiner schlechten schulischen Leistungen muss er stets bangen, von seinen Eltern ins Internat gesteckt zu werden. Dies geschieht dann auch in der ersten Folge der 3. Staffel.

### Benjamin „Zettel“ Birkenstock
Der jüngere Birkenstockbruder notiert sich alle wichtigen Indizien und Informationen auf einem Zettel, daher sein Spitzname. Der Zehnjährige redet nicht viel, schafft es aber aufgrund seiner guten Beobachtungsgabe dennoch, wichtige Hinweise zu liefern und häufig zur rechten Zeit am rechten Ort zu sein.

### Melanie „Bina“ Becker
Sie taucht in der ersten Staffel zunächst als Nebencharakter und Betroffene in Folge 3 „Der Schwur“ auf. Dabei verliebt sie sich scheinbar in Zettel. Am Ende der zweiten Staffel zieht sie schließlich mit ihrer Mutter nach Fellbach, wo sie deren neuen Freund kennenlernt. Dessen Sohn ist ausgerechnet Roberto, den sie bereits aus der Schule kennt. In der Folge „Schatzsuche“ legt sich Melanie einen Decknamen zu, der fortan zu ihrem Spitznamen wird: „Bi(e)na Meckerle“, ein Anagramm ihres Namens.

### Roberto Scheffler
Roberto taucht erstmals in der Folge „Eichhörnchens Albtraum“ auf, in der er bereits eine zentrale Rolle spielt: Er wird verdächtigt, die Französischlehrerin zu terrorisieren. Nachdem seine Unschuld bewiesen ist, will Robertos Vater ihn seiner neuen Freundin vorstellen. Und diese ist just Melanies Mutter. In der Patchwork-Familie gibt es am Anfang zwar einige Probleme, doch schließlich wendet sich die Situation zum Besseren und Roberto wird offizielles Mitglied von B.A.R.Z.

## Besetzung

### Hauptdarsteller
| Darsteller          | Rollenname                       | Folgen   | Staffeln | Zeitraum        |
| ------------------- | -------------------------------- | -------- | -------- | --------------- |
| Daniel Bizer        | Bartholomäus „Barth“ Birkenstock | 1–30     | 1–3      | 2005–2008       |
| Anna Bullard-Werner | Anja Westermann                  | 1–39     | 1–3      | 2005–2008       |
| Michel Schulz       | Ron Steiger                      | 1–27     | 1–3      | 2005–2007       |
| Thimo Meitner       | Benjamin „Zettel“ Birkenstock    | 1–39     | 1–3      | 2005–2008       |
| Nina Siewert        | Melanie „Bina“ Becker            | 3, 26–39 | 1, 2–3   | 2005, 2006–2008 |
| Fabio Santamaria    | Roberto Scheffler                | 29–39    | 3        | 2007–2008       |

### Nebendarsteller
| Darsteller           | Rollenname                               | Folgen | Staffeln | Zeitraum  | Bemerkungen                  |
| -------------------- | ---------------------------------------- | ------ | -------- | --------- | ---------------------------- |
| Petra Berndt         | Hannelore Birkenstock                    | 1–39   | 1–3      | 2005–2008 | Mutter von Barth und Zettel  |
| Heinrich Schmieder   | Bertram Birkenstock                      | 1–39   | 1–3      | 2005–2008 | Vater von Barth und Zettel   |
| Walter Schultheiß    | Bertold Birkenstock                      | 1–39   | 1–3      | 2005–2008 | Opa von Barth und Zettel     |
| Shira Fleisher       | Christina Westermann                     | 1–39   | 1–3      | 2005–2008 | Schwester von Anja           |
| Elke Czischek        | Fanny Fink                               | 1–39   | 1–3      | 2005–2008 | Tante von Anja und Christina |
| Lara Körte           | Conny Becker                             | 26–39  | 2–3      | 2006–2008 | Mutter von Bina              |
| Max Gertsch          | Carsten Scheffler                        | 29–39  | 3        | 2007–2008 | Vater von Roberto            |
| Dietz-Werner Steck   | Kriminalkommissar a. D. Alwin Schuster   | 1–39   | 1–3      | 2005–2008 | Polizist                     |
| Jürgen Haug          | Polizeihauptkommissar Walter Botzenhardt | 1–39   | 1–3      | 2005–2008 | Polizist                     |
| David Rott           | Karle                                    | 1–27   | 1–3      | 2005–2008 | Automechaniker               |
| Markus Truckenmüller | Adrian „Tiger“                           | 1–6    | 1        | 2005      | ehemaliger Freund von Barth  |

## Produktion
Die ersten 13 Folgen der ersten Staffel wurde vom 29. März bis zum 14. August 2005 in Stuttgart und Umgebung gedreht, die fünf restlichen Folgen wurden vom 10. Oktober bis zum 30. November 2005 gedreht. Die acht Folgen umfassende zweite Staffel wurde vom 4. April bis zum 7. Juli 2006 gedreht. Die 13 Folgen umfassende dritte Staffel wurde vom 22. März bis zum 20. August 2007 gedreht.

## Episodenliste

### Staffel 1
| Nr. (ges.) | Nr. (St.) | Originaltitel        | Erstausstrahlung D | Regie                         | Drehbuch                                                                  |
| ---------- | --------- | -------------------- | ------------------ | ----------------------------- | ------------------------------------------------------------------------- |
| 1          | 1         | Auf der Kippe        | 8. Okt. 2005       | Jörg Mielich                  | Thomas Wesskamp, Dirk Salomon, Jörg Reiter, Elisabeth Rapp                |
| 2          | 2         | Aktion Schwesterherz | 15. Okt. 2005      | Jörg Mielich                  | Thomas Wesskamp, Dirk Salomon, Jörg Reiter, Elisabeth Rapp                |
| 3          | 3         | Der Schwur           | 22. Okt. 2005      | Jörg Mielich, Tanja Roitzheim | Thomas Wesskamp, Dirk Salomon, Jörg Reiter, Elisabeth Rapp                |
| 4          | 4         | Unter Verdacht       | 29. Okt. 2005      | Jörg Mielich                  | Thomas Wesskamp, Dirk Salomon, Jörg Reiter, Elisabeth Rapp                |
| 5          | 5         | Sauladen             | 5. Nov. 2005       | Tanja Roitzheim               | Thomas Wesskamp, Dirk Salomon, Jörg Reiter, Elisabeth Rapp                |
| 6          | 6         | Klamottentiger       | 12. Nov. 2005      | Tanja Roitzheim               | Thomas Wesskamp, Dirk Salomon, Jörg Reiter, Elisabeth Rapp                |
| 7          | 7         | Asyl                 | 19. Nov. 2005      | Tanja Roitzheim               | Thomas Wesskamp, Dirk Salomon, Jörg Reiter, Elisabeth Rapp                |
| 8          | 8         | Abgebrannt           | 26. Nov. 2005      | Jörg Mielich                  | Thomas Wesskamp, Dirk Salomon, Jörg Reiter, Elisabeth Rapp                |
| 9          | 9         | Gift                 | 3. Dez. 2005       | Tanja Roitzheim               | Thomas Wesskamp, Dirk Salomon, Jörg Reiter, Elisabeth Rapp                |
| 10         | 10        | Hundefänger          | 10. Dez. 2005      | Jörg Mielich                  | Thomas Wesskamp, Dirk Salomon, Jörg Reiter, Elisabeth Rapp                |
| 11         | 11        | Unsichtbare Finger   | 17. Dez. 2005      | Tanja Roitzheim               | Thomas Wesskamp, Dirk Salomon, Jörg Reiter, Elisabeth Rapp                |
| 12         | 12        | Madonna              | 24. Dez. 2005      | Tanja Roitzheim               | Thomas Wesskamp, Dirk Salomon, Jörg Reiter, Elisabeth Rapp                |
| 13         | 13        | Computerspiel        | 31. Dez. 2005      | Tanja Roitzheim               | Thomas Wesskamp, Dirk Salomon, Jörg Reiter, Elisabeth Rapp                |
| 14         | 14        | Schöner Schein       | 7. Jan. 2006       | Jörg Mielich, Tanja Roitzheim | Thomas Wesskamp, Dirk Salomon, Jörg Reiter, Elisabeth Rapp                |
| 15         | 15        | Hundeliebe           | 14. Jan. 2006      | Jörg Mielich, Tanja Roitzheim | Thomas Wesskamp, Dirk Salomon, Jörg Reiter, Elisabeth Rapp                |
| 16         | 16        | Cooler Typ           | 21. Jan. 2006      | Jörg Mielich, Tanja Roitzheim | Thomas Wesskamp, Dirk Salomon, Jörg Reiter, Elisabeth Rapp                |
| 17         | 17        | Opa spinnt           | 28. Jan. 2006      | Jörg Mielich, Tanja Roitzheim | Thomas Wesskamp, Dirk Salomon, Jörg Reiter, Elisabeth Rapp                |
| 18         | 18        | Filmpiraten          | 4. Feb. 2006       | Jörg Mielich, Tanja Roitzheim | Thomas Wesskamp, Dirk Salomon, Jörg Reiter, Elisabeth Rapp, Camilla Sauer |

### Staffel 2
| Nr. (ges.) | Nr. (St.) | Originaltitel         | Erstausstrahlung D | Regie                         | Drehbuch                                                   |
| ---------- | --------- | --------------------- | ------------------ | ----------------------------- | ---------------------------------------------------------- |
| 19         | 1         | Gauner an Bord        | 16. Sep. 2006      | Jochen Nitsch                 | –                                                          |
| 20         | 2         | Go-Kart               | 23. Sep. 2006      | Jochen Nitsch                 | –                                                          |
| 21         | 3         | Schlimmer Verdacht    | 30. Sep. 2006      | Jörg Mielich, Tanja Roitzheim | Thomas Wesskamp, Dirk Salomon, Jörg Reiter, Elisabeth Rapp |
| 22         | 4         | Pferdeglück           | 7. Okt. 2006       | Jörg Mielich, Tanja Roitzheim | Thomas Wesskamp, Dirk Salomon, Jörg Reiter, Elisabeth Rapp |
| 23         | 5         | Fahrraddiebe          | 14. Okt. 2006      | Jörg Mielich, Tanja Roitzheim | Thomas Wesskamp, Dirk Salomon, Jörg Reiter, Elisabeth Rapp |
| 24         | 6         | Flinke Finger         | 21. Okt. 2006      | Jochen Nitsch                 | Ronald Stephan                                             |
| 25         | 7         | Durchgeboxt           | 28. Okt. 2006      | Esther Wenger                 | Ronald Stephan                                             |
| 26         | 8         | Melanie und das Biest | 4. Nov. 2006       | Esther Wenger                 | –                                                          |

### Staffel 3
| Nr. (ges.) | Nr. (St.) | Originaltitel          | Erstausstrahlung D | Regie                         | Drehbuch                                                   |
| ---------- | --------- | ---------------------- | ------------------ | ----------------------------- | ---------------------------------------------------------- |
| 27         | 1         | Grenzverkehr           | 15. Dez. 2007      | Jochen Nitsch                 | Ulrich Zaum, Michael von Mossner                           |
| 28         | 2         | Schatzsuche            | 22. Dez. 2007      | Jörg Mielich, Tanja Roitzheim | Thomas Wesskamp, Dirk Salomon, Jörg Reiter, Elisabeth Rapp |
| 29         | 3         | Eichhörnchens Alptraum | 29. Dez. 2007      | Jörg Mielich, Tanja Roitzheim | Thomas Wesskamp, Dirk Salomon, Jörg Reiter, Elisabeth Rapp |
| 30         | 4         | Fairplay               | 5. Jan. 2008       | Jörg Mielich, Tanja Roitzheim | Thomas Wesskamp, Dirk Salomon, Jörg Reiter, Elisabeth Rapp |
| 31         | 5         | Verfolgt               | 12. Jan. 2008      | Jörg Mielich, Tanja Roitzheim | Thomas Wesskamp, Dirk Salomon, Jörg Reiter, Elisabeth Rapp |
| 32         | 6         | Ausgekocht             | 19. Jan. 2008      | Simon X. Rost                 | Nicola Schreiner, Michael von Mossner                      |
| 33         | 7         | Böse Falle             | 26. Jan. 2008      | Simon X. Rost                 | Thomas Wesskamp, Dirk Salomon, Jörg Reiter, Elisabeth Rapp |
| 34         | 8         | Opa hebt ab            | 2. Feb. 2008       | Simon X. Rost                 | Thomas Wesskamp, Dirk Salomon, Jörg Reiter, Elisabeth Rapp |
| 35         | 9         | Adel verpflichtet      | 9. Feb. 2008       | Simon X. Rost                 | Thomas Wesskamp, Dirk Salomon, Jörg Reiter, Elisabeth Rapp |
| 36         | 10        | Kabale und Diebe       | 16. Feb. 2008      | Jörg Mielich, Tanja Roitzheim | Thomas Wesskamp, Dirk Salomon, Jörg Reiter, Elisabeth Rapp |
| 37         | 11        | Markendiebe            | 23. Feb. 2008      | Jörg Mielich, Tanja Roitzheim | Thomas Wesskamp, Dirk Salomon, Jörg Reiter, Elisabeth Rapp |
| 38         | 12        | Mundraub               | 1. März 2008       | Jörg Mielich, Tanja Roitzheim | Pawel Podleski                                             |
| 39         | 13        | Das perfekte Alibi     | 8. März 2008       | Jochen Nitsch                 | Andreas Fuhrmann                                           |

## DVD
| Titel                             | Erscheinungsdatum | Spieldauer  | Anzahl Discs |
| --------------------------------- | ----------------- | ----------- | ------------ |
| Ein Fall für B.A.R.Z. – Folge 1–5 | 30. Dezember 2005 | 143 Minuten | 1            |

## Trivia
Dietz Werner Steck, der den Kriminalhauptkommissar a. D. Alwin Schuster spielt, spielte auch jahrelang den Kriminalhauptkommissar Ernst Bienzle im Stuttgarter Tatort.
Thimo Meitner, der den Kinderdetektiv Zettel spielt, spielte von 2017 bis 2021 in der ZDF-Krimiserie Der Alte den dritten Co-Ermittler Lenny Wandmann an der Seite von Kriminalhauptkommissar Voss. Lenny war der IT-Spezialist und Rechercheur des Teams.
Anna Bullard-Werner, die die Kinderdetektivin Anja spielt, spielt in der ZDF-Krimiserie SOKO Stuttgart die Tochter Cordula der Ersten Kriminalhauptkommissarin Martina Seiffert. Nina Siewert, die die Kinderdetektivin Bina spielt, spielte von 2020 bis 2021 ebenfalls in der ZDF-Krimiserie SOKO Stuttgart als Kriminalkommissarin Nele Becker mit.